# بولشایا ایپلکا
بولشایا ایپلکا (به روسی: Большая Ипелька) یک آتشفشان سپری بزرگ و غیرفعال در جنوب شبه‌جزیره کامچاتکا در خاور دور روسیه است. این آتشفشان با وسعتی حدود ۴۰ کیلومتر در پایه، بزرگ‌ترین ساختار آتشفشانی در جنوب کامچاتکا محسوب می‌شود. ارتفاع فعلی آن ۱۱۵۵ متر است، اما به دلیل فرسایش شدید ناشی از یخچال‌های طبیعی در دوران یخبندان، ارتفاع اولیه آن بیشتر بوده است.